# لیویا آندراده
لیویا رجینا سورجیا د آندراده (زاده ۲۰ ژوئن ۱۹۸۳) مجری تلویزیون، بازیگر، مدل، رقصنده، شخصیت رادیویی و تاجر برزیلی است.
او برای شرکت در برنامه سیلویو سانتوس از سال ۲۰۰۸ تا ۲۰۲۰ شهرت یافت. او به‌عنوان بازیگر نقش‌های مختلفی را در برنامه کمدی میدان مال ماست بازی کرد، در برنامه ویژه تلویزیونی ۳۰ سال کلید و تلویزیونی کوراسیس فریدوس و کاروسل بازی کرده‌است.
آندراده در کازا ورد، سائوپائولو، برزیل به دنیا آمد و بزرگ شد. پدرش یک مدیر تجاری بود که در کودکی درگذشت و مادرش یک بانکدار بود. او یک برادر دارد. آندراده دارای مدرک رادیو و تلویزیون است. آندراد چندین دهه به عنوان ملکه طبل مدارس سامبا مورد توجه گسترده‌تری قرار گرفت.

## فیلم‌شناسی

### تلویزیون
| سال     | عنوان                    | نقش                                            |
| ------- | ------------------------ | ---------------------------------------------- |
| ۱۹۹۷–۹۸ | فانتزی                   | دختر فانتزی                                    |
| ۱۹۹۸–۰۲ | فستا دو مالاندرو         | مالاندرینا                                     |
| ۲۰۰۴–۱۰ | A Praça é Nossa          | دونا دادا / ماریا دوس پرازرس / ایزابه / دیگران |
| ۲۰۰۸–۲۰ | برنامه سیلویو سانتوس     | شرکت کننده Jogo dos Pontinhos                  |
| ۲۰۰۹    | Vende-se um Véu de Noiva | لوسیانا                                        |
| ۲۰۱۰    | اوما رزا کام آمور        | روزنامه‌نگار                                    |
| ۲۰۱۱    | 30 Anos de Chaves        | دونا فلوریندا                                  |
| ۲۰۱۲    | کوراسیس فریدوس           | جاناینا کوریا                                  |
| ۲۰۱۲–۱۳ | کاروسل                   | خانم سوزانا بوستامانته                         |
| ۲۰۱۴    | چیکویتیتاس               | باربارا                                        |
| ۲۰۱۴    | ای ناتال، مالاندرو!      | خانم کلاوس                                     |
| ۲۰۱۴    | پوسادا دو راتینیو        | مهمان ۷۱                                       |
| ۲۰۱۶    | کاروسل                   | خانم سوزانا بوستامانته (صدا)                   |
| ۲۰۱۷    | Bake Off SBT             | شرکت کننده                                     |
| ۲۰۱۹    | Bake Off SBT 3           | شرکت کننده                                     |

#### به عنوان میزبان
| سال     | عنوان                  |
| ------- | ---------------------- |
| ۲۰۱۱    | الیانا                 |
| ۲۰۱۳–۲۰ | تلتون                  |
| ۲۰۱۴–۱۶ | SBT Folia              |
| ۲۰۱۴    | آرنا SBT               |
| ۲۰۱۷–۲۰ | فوفوکالیزاندو          |
| ۲۰۲۰    | تریتوراندو             |
| ۲۰۲۰    | O Próximo Nº1 VillaMix |

### فیلم
| سال  | عنوان                    | نقش          |
| ---- | ------------------------ | ------------ |
| ۲۰۱۰ | ناتاشا: ای آنجو دا مورته | کارمم دلاروآ |

## آهنگ‌شناسی

### آلبوم‌ها
| سال  | عنوان                                       | فرمت‌ها    |
| ---- | ------------------------------------------- | --------- |
| ۲۰۰۱ | Baille Funk do Mallandro - As Mallandrinhas | سی دی     |
| ۲۰۰۱ | به عنوان Mallandrinhas - سکسی Demais        | سی دی     |
| ۲۰۱۳ | لیبرتا                                      | رادیو، وب |

### آلبوم‌های موسیقی متن
| سال  | عنوان                               | فرمت‌ها                |
| ---- | ----------------------------------- | --------------------- |
| ۲۰۱۳ | Carrossel Remixes Vol. 3            | سی دی، دانلود دیجیتال |
| ۲۰۱۴ | بازدیدهای ویدیویی Chiquititas جلد ۳ | دی وی دی              |

## تئاتر
| سال  | عنوان                             | نقش        | کارگردانی شده توسط |
| ---- | --------------------------------- | ---------- | ------------------ |
| ۲۰۰۶ | Aconteceu com شرلی تیلور          | شرلی تیلور | فافی سیکویرا       |
| ۲۰۰۷ | ام آویائو ام مینه کاما            | النی       | کلودیو کونا        |
| ۲۰۰۷ | O Riso no Divã                    |            | کلودیو کونا        |
| ۲۰۰۷ | آکریدیت، ام اسپریتو بایکسو ام میم | نورماندا   | ساندرا پرا         |

## رادیو
| سال     | عنوان                             | نقش           |
| ------- | --------------------------------- | ------------- |
| ۲۰۱۳–۲۰ | Liberta - Consultório Sentimental | خودش (میزبان) |